# Народный Сейм (Латвия)

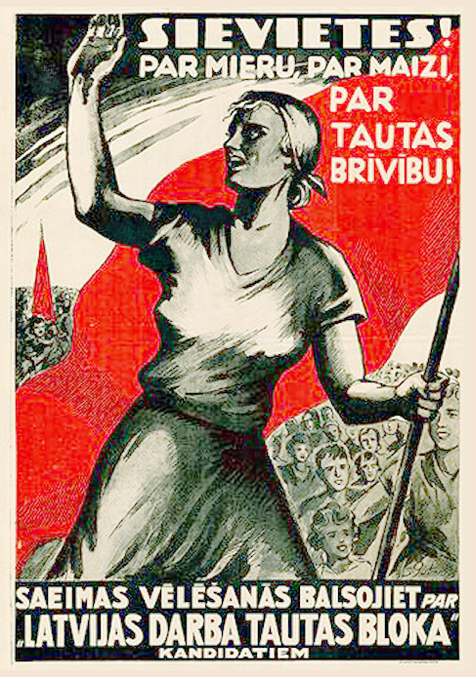
Плакат. Латвия. 1940 год. «Женщины!...Голосуйте за кандидатов от "Латвийского Блока Трудового Народа"!»

Члены Народного Сейма Латвии перед зданием Латвийского национального театра. июль 1940 года

Народный Сейм (латыш. Tautas Saeima) — марионеточный парламент Латвийской Республики с 21 по 22 июля 1940 года, а также Латвийской ССР с 22 июля по 25 августа 1940 года. Первые и последние выборы в Народный Сейм прошли 14—15 июля 1940 года.
В выборах, организованных после начала советской оккупации Латвии, участвовал только один список «Darba tautas bloks» (Блок трудового народа), который представлял 100 кандидатов в депутаты. Атис Кениньш также пытался представить список Демократического блока, но советские власти не позволили этого сделать и заключили его в тюрьму. По данным Центральной избирательной комиссии, в выборах приняли участия 1 155 807 жителей. По результатам выборов все 100 кандидатов прошли в парламент. Выборы были недемократичными, при их проведении был нарушен ряд законов, и они проходили в условиях оккупации.

## Программа Блока трудового народа[6]
Во внешней политике — дружба между народами Советского Союза и Латвийской Республикой и крепкий нерушимый союз между ними.
Во внутренней политике:
1. обширная государственная помощь в приобретении земли безземельным и малоземельным крестьянам;
2. освобождение бедных и малоимущих крестьян от неуплаченных государству платежей;
3. улучшение материального состояния рабочих и служащих за счет повышения зарплаты;
4. организация охраны труда и социального страхования в случае болезни и несчастья;
5. государственное обеспечение инвалидов труда и рабочих в старости;
6. создание широкой сети медицинской помощи;
7. охрана здоровья матери и ребёнка;
8. демократизация армии;
9. свобода слова, прессы и собраний;
10. неприкосновенность личности и имущества всех граждан;
11. поддержка национальной культуры и науки, образования и искусства.

Манифест Блока трудового народа перед выборами подписали:
- Центральный комитет коммунистической партии Латвии: Закис-Калнберзиньш, Жанис Спуре, Ольга Аугусте, Андрейс Яблонскис;
- Центральный комитет Союза трудовой молодёжи Латвии: Петерис Курлис, Эдуард Берклавс, Петерис Садовскис, Паулс Балиньш;
- Центральный комитет — Красная помощь: Нуржа, Ниедре;
- Профсоюзы рабочих Латвии — 25 организаций;
- Союз Общества латвийских инвалидов войны;
- представители Латвийской армии (17);
- представители крестьянства (6);
- представители обществ и товариществ (11).

## Деятельность
Первое заседание Народного Сейма состоялось 21 июля 1940 года. Его открыл старейший депутат Давид Круза (Dāvids Krūza). Председателем Народного Сейма был избран Петерис Бриедис (Pēteris Briedis).
22 июля 1940 года Народный Сейм принял Декларацию о государственной власти в Латвии, провозгласив её Советской Социалистической Республикой. С этого дня власть в стране перешла к Советам депутатов трудящихся. В тот же день Народный Сейм принял Декларацию о вступлении Латвии в состав СССР.
30 июля делегация уполномоченных Народным сеймом представителей во главе с А. М. Кирхенштейном как главой Народного правительства выехала в Москву на заседание Совета министров СССР.
2 августа вопрос о вхождении Латвии в СССР начал рассматриваться на 7-й сессии Верховного Совета СССР. 5 августа Латвия была принята в состав СССР.
25 августа Народный Сейм был преобразован в Верховный Совет Латвийской ССР (первого созыва).